# Кухаренко, Артём Игоревич
Артем Игоревич Кухаренко (род. 1990) — программист, разработчик алгоритма сервиса распознавания лиц FindFace, основатель и, до августа 2016 CEO компании NTechLab. Автор ряда научных статей по проблематике нейронных сетей.

## Биография
- Школьные годы проживал в Троицке, с восьмого класса учился в математической гимназии 1543[4].
- Окончил Факультет вычислительной математики и кибернетики МГУ. В студенческие годы работал в Лаборатории компьютерной графики и мультимедиа МГУ, уже тогда занимался проблемой распознавания лиц, написав по этой теме диплом[1].
- 2013 — сотрудничал с лабораторией машинного зрения[5] e-Lab американского университета Purdue[1],[4].
- 2014 — поступил на работу в Московский исследовательский центр Samsung[1][4].
- Начало 2015 - выпуск приложения Magic Dog, определяющего породу собак по фотографии[6]. Приложение было разработано за период зимних каникул в свободное от работы время[7].
- 2015 — запуск NTechlab. Алгоритм российского стартапа в конкурсе MegaFace Benchmark, организованном Университетом Вашингтона обошёл алгоритм, представленный Google и занял первое место[1].
- март 2016 - запуск сервиса FindFace[8][9], осуществляющего поиск профилей социальной сети ВКонтакте по загруженным пользователем фотографиям.

Артем Кухаренко нажил немало врагов. Он не был замешан в коррупционном скандале, не стрелял в президента и не обижал детей. Прошлой зимой (2016) компания Кухаренко победила разработчиков Google на чемпионате по распознаванию лиц и выпустила приложение FindFace, которое позволяет искать людей «ВКонтакте» по фотографии. Тогда его назвали Большим Братом и убийцей приватности. В тот момент Артем Кухаренко понял, что он на правильном пути.Esquire №130
- После вторжения России на Украину уволился с должности руководителя по исследованиям и разработкам, покинул совет директоров в начале 2022 года и уехал из России[11][12].

## Позиция
Кухаренко не считает принципиальной проблемой то, что разрабатываемые им технологии ограничивают приватность частной жизни.
```
— Может, так оно и лучше, — говорит Кухаренко. — Если подумать, FindFace портит жизнь либо тому, кто занимается нехорошими вещами, что не очень-то и плохо; либо тому, кто не задумывается над тем, что выкладывает в социальные сети. Приложение все меняет. Люди начинают корректировать свое поведение.
[
13
]
```

```
Если говорить о морально-этическом аспекте, то мы не нарушаем права людей на их частную жизнь. Пользователи сами выкладывают в открытый доступ информацию о себе, а FindFace всего лишь осуществляет поиск по фотографиям, не ограниченным настройками приватности. Если человек опасается, значит, ему есть что скрывать. Я считаю, что подобные сервисы оказывают положительное влияние на поведение людей в Сети.
[
14
]
```

Осудил вторжение России на Украину, заявил что «стало ясно, что страна движется к катастрофе, хотя никто представить себе не мог, что страна начнет войну», также заявил, что подписали петицию против войны.
Кухаренко был внесён ФБК в список коррупционеров и разжигателей войны с предложением введения против него международных санкций так как «технологии NTechLab помогают правоохранительным органам выявлять и арестовывать граждан на мирных акциях протеста, а затем фабриковать против них политически мотивированные уголовные дела». Летом 2022 года Кухаренко исключили из списка после того как он передал в ФБК информацию о NtechLab и  выпустил заявление с осуждением российского вторжения на Украину. В октябре 2022 года Кухаренко вернули в список, ФБК заявил, что «раскаяние Кухаренко и Кабакова не было достаточно публичным, а предоставленная ими информация несопоставима по значимости с их вкладом в построение полицейского государства».

## Награды
- 2017 год. MUF’17 Community Awards Московского урбанфорума в номинации «Городские технологии»[17]

## Увлечения
Активные виды спорта, больше всего - сноуборд и серфинг